# William Dear
William Dear (Toronto, 30 novembre 1944) è un regista, produttore cinematografico, sceneggiatore e attore canadese.

## Filmografia parziale

### Regista

#### Cinema
- Nymph (1975)
- Northville Cemetery Massacre (1976)
- Timerider - Una moto contro il muro del tempo (Timerider: The Adventure of Lyle Swann) (1982)
- Bigfoot e i suoi amici (Harry and the Hendersons) (1987)
- Un agente segreto al liceo (If Looks Could Kill) (1991)
- Angels (Angels in the Outfield) (1994)
- Wild America (1997)
- The Foursome (2006)
- Free Style (2008)
- The Perfect Game (2009)
- Politics of Love (2011)
- Midnight Stallion (2013)

#### Televisione
- Chi sono? Babbo Natale? (Santa Who?) - film TV (2000)

### Attore
- Darkman, regia di Sam Raimi (1990)